# Kalydonischer Eber

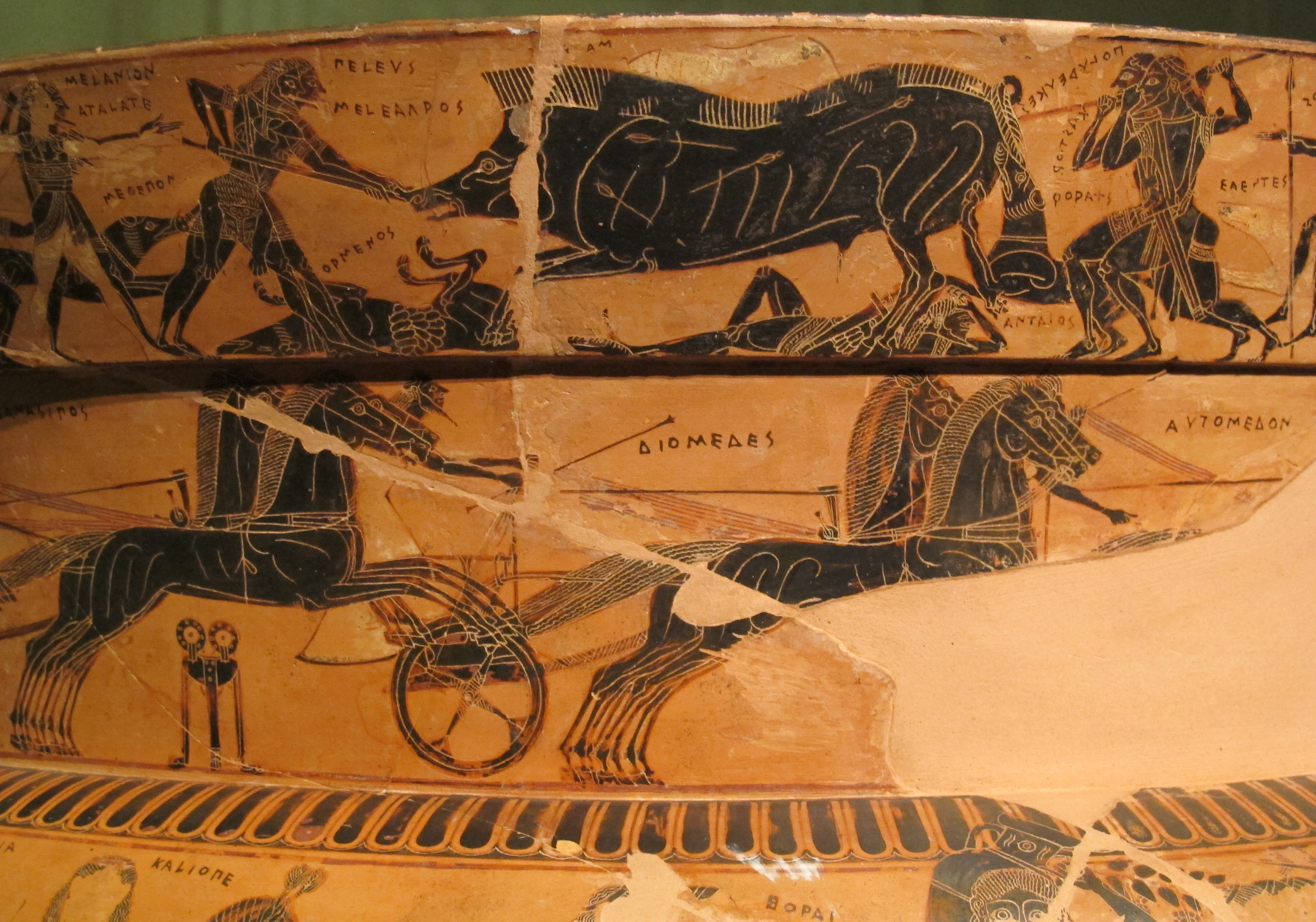
Kalydonische Eberjagd auf der Françoisvase, um 570 v. Chr.

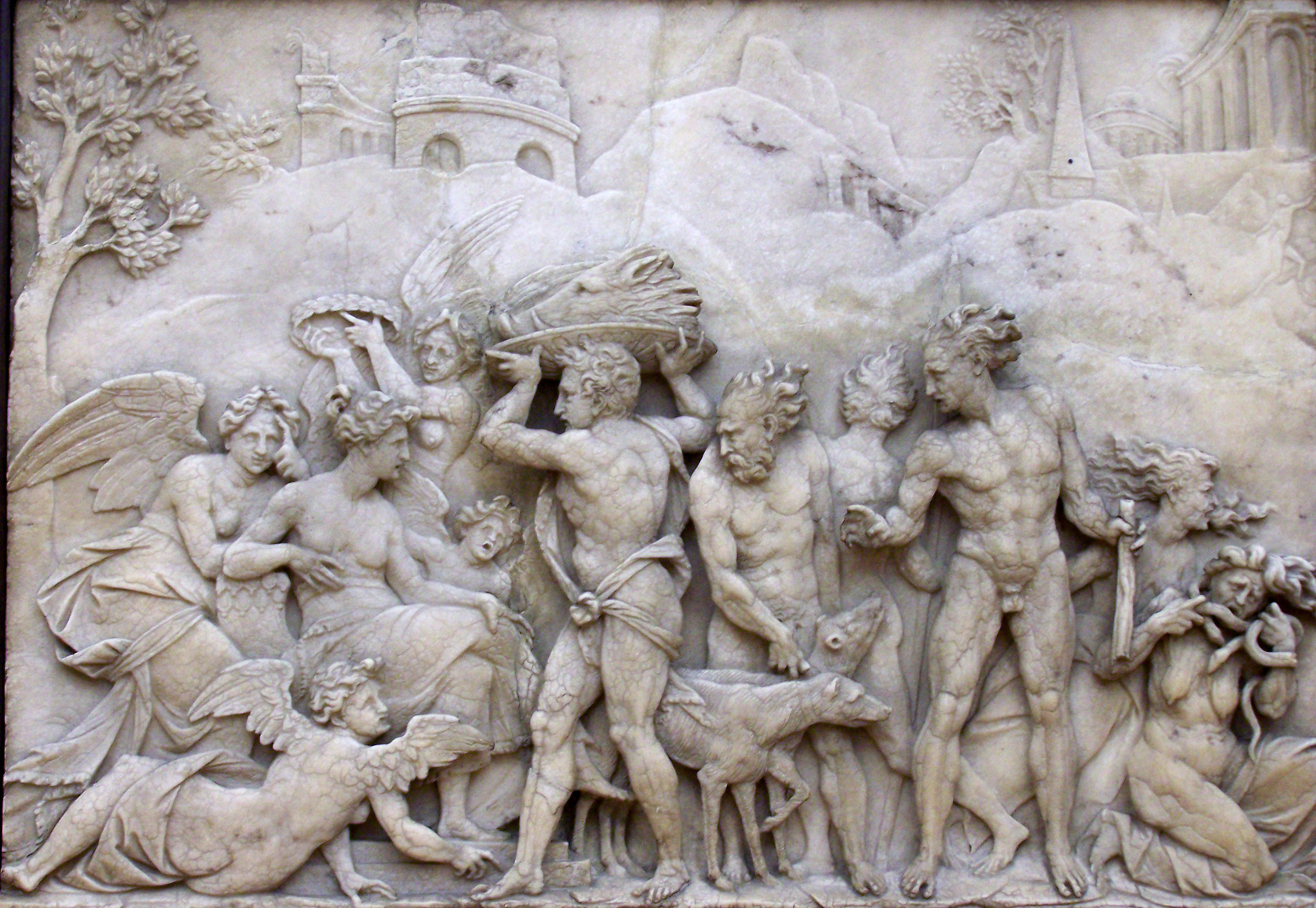
Meleagros überreicht Atalante den Kopf des kalydonischen Ebers, Berlin

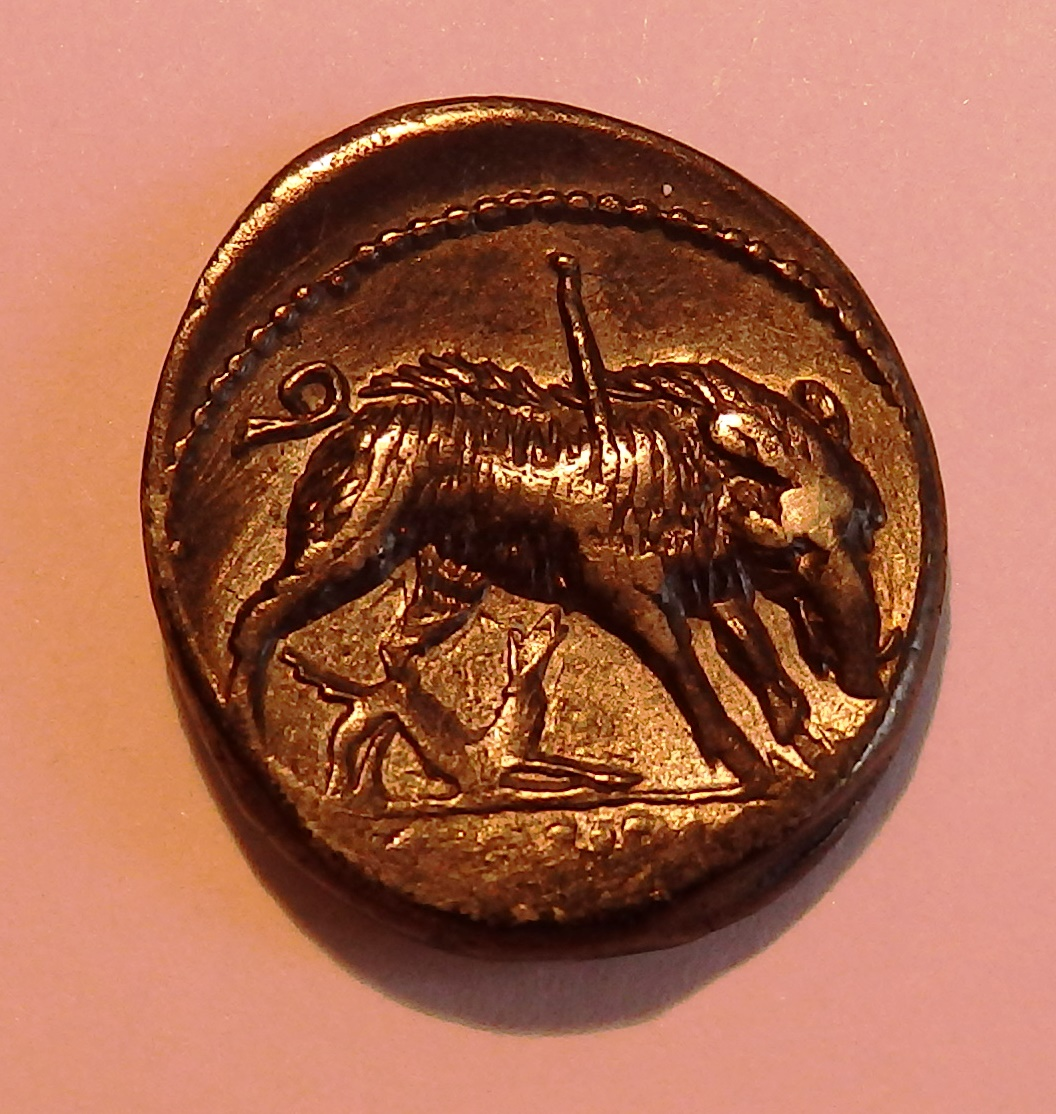
Kalydonischer Eber auf römischen Denar, 68 v. Chr., Albert 1314

Der Kalydonische Eber, auch Kalydonisches Schwein (altgriechisch καλυδώνιος κάπρος kalydṓnios kápros) ist ein Untier der griechischen Mythologie.

## Die griechische Sage
Der Kalydonische Eber, wie der Erymanthische Eber ein Abkömmling der gewaltigen Sau Phaia, wurde von Artemis erzürnt ausgeschickt, um die umliegenden Felder der Stadt Kalydon zu verwüsten, da Oineus, der dortige König, eines Tages vergessen hatte, Artemis in seine Opfergaben einzuschließen. Der Eber war von weißer Farbe, hatte Borsten wie Spieße, Zähne wie ein Elefant und war so groß wie ein Ochse. Auch die Arbeiter und das Vieh des Königs werden getötet. Schließlich ruft Oineus nach den tapfersten Helden Griechenlands. Viele kommen, den Eber zu jagen – bis auf Herakles, der durch seine Arbeiten gebunden ist.
Die Teilnehmer der Jagd sind Admetos aus Pherai, Amphiaraos aus Argos, Ankaios und Kepheus aus Arkadien, Atalante, die jungfräuliche Jägerin aus Arkadien oder Böotien, Iason aus Iolkos, Idas und Lynkeus aus Messene, Iphikles aus Theben, Kaineus aus Magnesia, Kastor und Polydeukes, die Dioskuren aus Sparta, Meleagros, der Sohn des Oineus und der Althaia, Nestor aus Pylos, Peirithoos aus Larisa, Peleus und Eurytion aus Phthia, Plexippos und Toxeus aus Pleuron, Kometes und Prothous, die Brüder der Althaia, der Gattin des Oineus, die Onkel des Meleager, Simon, der Bruder Thrasyllos’, Telamon aus Salamis und Theseus aus Athen.
Bei Oineus angekommen, weigern sich zwei dieser Helden mit einer Frau zu jagen: Ankaios und Kepheus von Tegea, beide wie Atalante aus Arkadien stammend. Meleager, der – obwohl mit Kleopatra verheiratet – sich in Atalante zu verlieben beginnt, kann aber beide überreden nachzugeben, da Oineus droht, die Jagd abzubrechen. Als diese nach einem neuntägigen Festgelage endlich beginnt, versuchen die beiden Kentauren Hyalos und Rhoikos, die sich der Jagdgemeinschaft ebenfalls angeschlossen haben, Atalante gemeinsam zu vergewaltigen. Atalante kann jedoch beide töten und geht in der Folge neben Meleager.
Als sie auf den Eber stoßen und dieser Telamon und Peleus angreift, kann Atalante das Tier mit einem gezielten Bogenschuss zumindest ablenken. Ankaios wird vom Eber getötet; Peleus tötet im Schlachtgetümmel versehentlich seinen Schwiegervater, König Eurytion. Amphiaraos, der Seher, kann das Tier mit einem Schuss seines Bogens blenden. Schließlich durchbohrt Meleager die Flanke des Ebers mit seinem Speer, den sich das Ungeheuer weiter in den Leib treibt und verendet.
Der verliebte Meleager will nun die Haut des Tieres Atalante geben, denn schließlich sei das erste Blut des Tieres durch ihren Schuss geflossen. Erzürnt meinen einige Teilnehmer der Jagd: Wenn schon nicht eindeutig sei, wer für den Tod des Tieres wirklich verantwortlich sei, dann gebühre das Vlies dem ehrwürdigsten Teilnehmer der Jagd, nämlich Plexippos – sagt Plexippos. Als sich dessen jüngerer Bruder ihm anschließt und behauptet, immerhin habe Iphikles als erster das Tier mit seinem Pfeil zumindest gestreift, tötet Meleager nach einer in Fragmenten erhaltenen Version des Euripides im Zorne der Verliebtheit seine beiden Onkel um der Ehre Atalantes Willen. Die Tötung seiner Onkel, zu der es ganz unterschiedliche Versionen gibt, führt dazu, dass ihn seine eigene Mutter letztlich verfluchen und jenes Holzscheit in das Feuer werfen wird, das – solange unversehrt – sein Überleben gewährleistete. Tatsächlich stirbt Meleager nach kurzer Zeit, woraufhin seine Mutter sich erhängt bzw. bei Ovid sich erdolcht.

## Bearbeitung in der Schönen Literatur und Kunst
- Lawrence Norfolk: In Gestalt eines Ebers. Roman, Knaus, München 2001 (Originaltitel: In the Shape of a Boar, übersetzt von Melanie Walz), ISBN 3-8135-0085-3.
- Georg Daltrop: Die kalydonische Jagd in der Antike (= Die Jagd in der Kunst.) Parey, Hamburg / Berlin 1966 DNB 456311106.